# Synanthedon auripes
Synanthedon auripes là một loài bướm đêm thuộc họ Sesiidae. Nó được biết đến ở Ghana.